# Jean-Baptiste Colbert, marquis de Seignelay

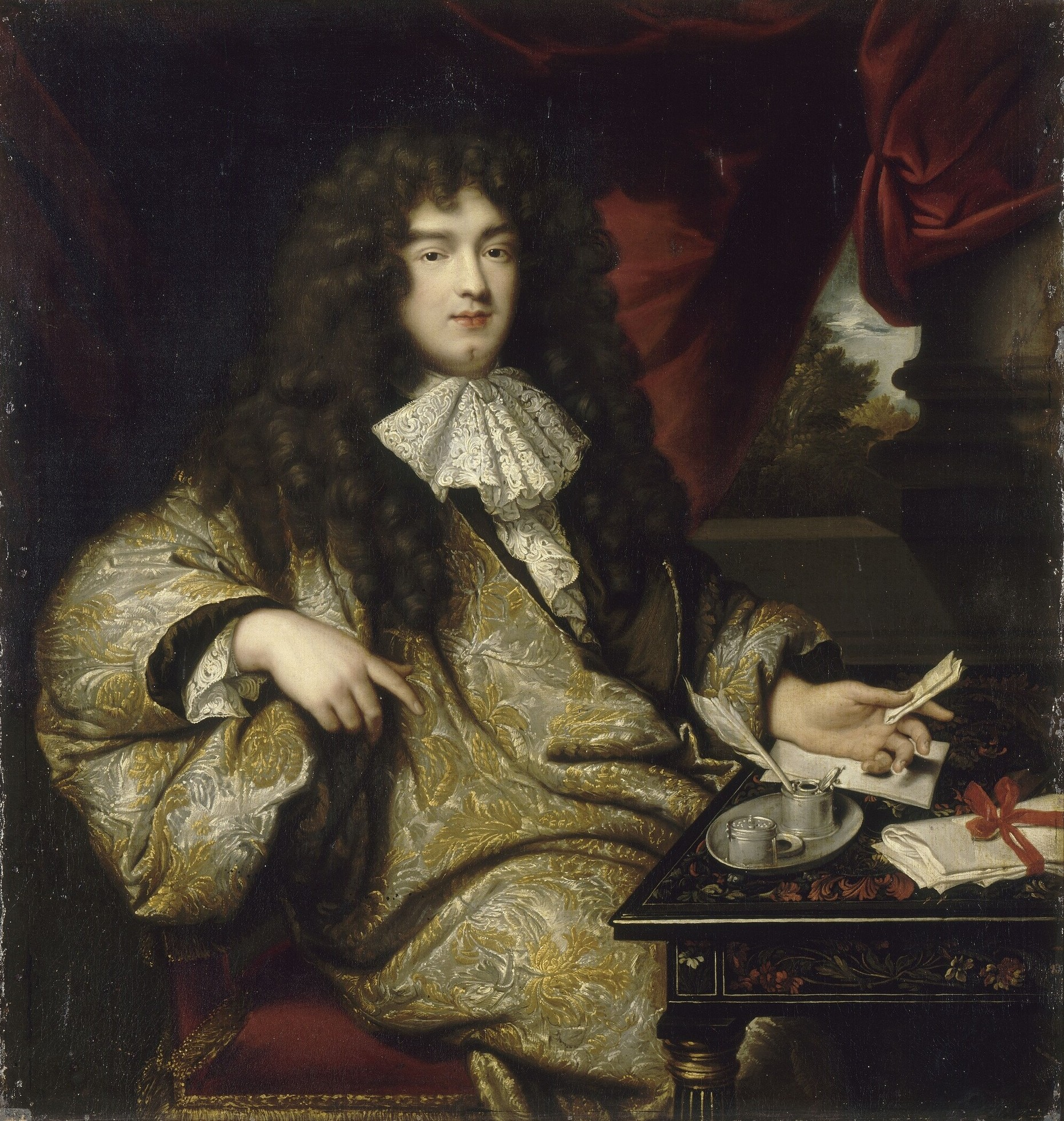
Jean-Baptiste Antoine Colbert, Marquis de Seignelay

Jean-Baptiste Antoine Colbert, Marquis de Seignelay (* 1. November 1651; † 3. November 1690) war französischer Marineminister und Minister des königlichen Haushalts.

## Leben
Er entstammt dem Haus Colbert und war Sohn des gleichnamigen Vaters. Dieser bereitete ihn streng und systematisch auf seine Nachfolge im Marineministerium vor. So schickte er ihn zur Besichtigung von Militäranlagen und Häfen. In Rochefort hatte der Sohn eine praktische Probezeit zu bestehen. Danach arbeitete er unter seinem Vater im Ministerium. In den Jahren 1670 und 1671 wurde der Sohn nach Italien und in die Niederlande geschickt, um die dortige Marine und die Konstruktion von Schiffen zu studieren. Insbesondere von der Reise in die Niederlande brachte er neue Kenntnisse mit, die geeignet waren, die französische Flotte zu modernisieren.
Die Kenntnisse schienen so wertvoll, dass Ludwig XIV. dem jungen Colbert gestattete, mit seinem Vater zusammen Anordnungen zu treffen. Vater und Sohn arbeiteten sowohl in Fragen der Marine wie auch denen des königlichen Hauses in der Folge eng zusammen. Es ist oft schwierig festzustellen, welcher von beiden an einer Maßnahme den größeren Anteil daran hatte. Das letzte Wort behielt aber der Vater. Der Sohn begleitete den König auf einigen Feldzügen. Er war seit 1681 als Nachfolger seines Vaters auch verantwortlich für die französischen Kolonien in Nordamerika. Dort setzte er die Politik Colberts zunächst fort.
Er war zweimal verheiratet. In erster Ehe war er mit Marie Marguerite d’Alegre verheiratet, die 1678 starb. In zweiter Ehe heiratete er 1679 Catherine Thérèse de Goyon de Matignon Thorigny (1662–1699). Diese war die Tochter von Henri Goyon und Marie Françoise Le Tellier. Letztere war eine Schwester von Louvois. Seine neue Frau war die Enkelin einer Angehörigen des Hauses Orleans-Longueville und somit eine entfernte Cousine des Königs.
Nach dem Tod des Vaters im Jahr 1683 folgte er diesem trotz Widerständen, vor allem verursacht von Louvois, im Amt nach. An einigen Marineoperationen nahm er selbst teil. Dazu zählte ein Unternehmen gegen Genua im Jahr 1684. Er ließ die Stadt mit 10.000 Brandbomben beschießen. Dabei wurde sie zur Hälfte zerstört. Es folgten Operationen gegen die Barbaresken im Mittelmeer und gegen Spanien. Vor allem nach dem Beginn des Pfälzischen Erbfolgekrieges begann er die Flotte zu verstärken und neu zu organisieren. Unter seiner Verwaltung wurde die französische Marine zur zeitweise stärksten in Europa. Im Jahr 1689 machte ihn der König aus Anerkennung für seine Leistungen zum Staatsminister. Allerdings hatte er, anders als sein Vater, die Marine nur als machtpolitisches Instrument und nicht auch zur Förderung des Handels angesehen. Bereits unter ihm fielen viele soziale Maßnahmen weg. Halbsold, Witwen- und Waisenpensionen wurden abgeschafft. 
Mit nur 39 Jahren starb er und hinterließ fünf Söhne. Die Flotte verfiel nach seinem Tod rasch.  Sein Tod und der Tod von Louvois († 1691) führten zur Zunahme der persönlichen Macht Ludwigs XIV.

## Weiteres
Nach dem Marquis war ein 1779 ausgerüstetes Freibeuterschiff benannt, das nach Kaperung durch die Briten 1780 von der Royal Navy als Sloop unter dem Namen Marquis de Seignelay übernommen wurde und bis 1786 in Dienst war. Ab 1782 wurde sie von dem später an der Erforschung Australiens beteiligten späteren Vizeadmiral John Hunter kommandiert.